# Paramphiascella faurei
Paramphiascella faurei är en kräftdjursart som beskrevs av Nicolaus Gustavus Bodin 1968. Paramphiascella faurei ingår i släktet Paramphiascella och familjen Diosaccidae. Inga underarter finns listade i Catalogue of Life.